# Giacobbe Fragomeni
Giacobbe Ilario Stefano Fragomeni (Milán, 13 de agosto de 1969) es un deportista italiano que compitió en boxeo.
Ganó una medalla de bronce en el Campeonato Mundial de Boxeo Aficionado de 1997 y una medalla de oro en el Campeonato Europeo de Boxeo Aficionado de 1998, ambas en el peso pesado.
En mayo de 2001 disputó su primera pelea como profesional. En octubre de 2008 conquistó el título internacional del CMB, en la categoría de peso crucero. En su carrera profesional tuvo en total 43 combates, con un registro de 36 victorias, 5 derrotas y 2 empates.

## Palmarés internacional
| Campeonato Mundial | Campeonato Mundial  | Campeonato Mundial | Campeonato Mundial |
| Año                | Lugar               | Medalla            | Categoría          |
| ------------------ | ------------------- | ------------------ | ------------------ |
| 1997               | Budapest (Hungría)  | Medalla de bronce  | 91 kg              |
| Campeonato Europeo |                     |                    |                    |
| Año                | Lugar               | Medalla            | Categoría          |
| 1998               | Minsk (Bielorrusia) | Medalla de oro     | 91 kg              |